# ریکونا ویلیامز
ریکونا ویلیامز (انگلیسی: Riquna Williams؛ زادهٔ ۲۸ مهٔ ۱۹۹۰) بازیکن بسکتبال اهل ایالات متحده آمریکا است.